# Gruta da Rua João do Rego (Carvão III)
A Gruta da Rua João do Rego ou Gruta do Carvão III é uma formação geológica portuguesa localizada na freguesia de São José, concelho de Ponta Delgada, ilha de São Miguel, arquipélago dos Açores.
Esta cavidade apresenta uma geomorfologia de origem vulcânica em forma de tubo de lava localizado em encosta e apresenta um comprimento de 550 m. por uma largura máxima de 14 m. por uma altura também máxima de 3,5 m.